# Grom: Terror w Tybecie
Grom: Terror w Tybecie (ang. Grom: Terror in Tibet!) – komputerowa gra akcji z elementami cRPG wyprodukowana przez Rebelmind i wydana przez cdv Software Entertainment w 2002.

## Rozgrywka
Gracz kieruje postacią oficera Groma, dawnego pułkownika polskich wojsk, który po przegranej w 1939 i ucieczce z obozu jenieckiego wyruszył do Tybetu razem ze swoim przyjacielem, Czechem Petrem. W późniejszym etapie gry duetowi towarzyszą także inni bohaterowie: agentka brytyjskiego wywiadu Margaret i Dietrich z Niemiec. Każda z postaci może stopniowo zwiększać swoje doświadczenie i zdolności, ma także własny dziennik, w którym spisywane są aktualne cele misji. Bohaterowie mają także własne inwentarze, w których gromadzą rozmaitą broń i inne przedmioty. Na pewnym etapie gry postaciom towarzyszy jak, który także posiada swój inwentarz.
Postacie mogą biegać, klękać i skradać się. Gracz w trakcie rozgrywki pokonuje wielu przeciwników, którymi są głównie naziści, ale też Yeti, demony i prototypowe machiny III Rzeszy. Może walczyć na pięści, ale ma też do dyspozycji ponad 20 rodzajów broni, m.in. karabin Mauser 1912, różne rodzaje strzelb (m.in. obrzyn), garłacza, snajperkę, pistolet maszynowy MP 40, broń kosmiczną, Panzerfaust, kilka rodzajów granatów oraz noże i małe miecze. Walki przeprowadzane są w czasie rzeczywistym, ale gracz może zatrzymać grę i przygotować dalszą taktykę w trybie pauzy.
Gra składa się z siedmiu etapów podzielonych na około 100 lokacji. W trakcie rozgrywki gracz musi przejść kilka minigier i rozwiązać zagadki logiczne. Prowadzi także rozmowy z innymi bohaterami gry, a niekiedy ma możliwość wyboru kwestii do wypowiedzenia. Kilka razy w trakcie rozgrywki może sprzedać bądź kupić przedmioty od kupców, z którymi targuje się za pomocą kart z reakcjami.

## Fabuła
Akcja toczy się w 1942. Niemiecka jednostka specjalna poszukuje na terenie Tybetu mitycznego Zaginionego Miasta, której mieszkańcy – według legend – są w posiadaniu broni o niesłychanej sile rażenia. Pułkownik Grom wraz ze swoją drużyną musi powstrzymać nazistów przed przejęciem broni. Grom i Petr w trakcie wykonywania misji otrzymują zlecenie zdobycia szkatułki, która skrywa cenne dokumenty.

## Odbiór
Gra uzyskała mieszane recenzje. Krytycy doceniali atrakcyjny przebieg walki z przeciwnikami, atrakcyjną grafikę, czytelny interfejs i rozbudowany moduł pomocy. Recenzenci skrytykowali grę za wysoki poziom trudności, liniowość gry, krótki czas rozgrywki, słabo rozwiniętą rozgrywkę, problemy ze sterowaniem, przeciętną i powtarzalną ścieżkę dźwiękową, słabe efekty specjalne, brak możliwości wyboru poziomu trudności, nudne i sztuczne dialogi, słabą sztuczną inteligencję, niski stopień rozwoju umiejętności postaci, nieciekawy dubbing i brak podsumowania gry. Mieszane opinie zebrała fabuła gry i dubbing.
Gra w 2003 została nominowana do nagrody Gol Asy dla najlepszej gry roku w kategorii polskie produkcje.